# Goregrind
Goregrind je hudební odnož brutal death metalu a grindcoru.

## Charakteristika
Nejčastěji se v tomto hudebním žánru vyskytují elektrické kytary, bicí, baskytary a zpěvák, jenž vydává vokály napodobující prasata (pig squeal), screaming, growling a mnoho dalších technik. V některých kapelách bývá buď více zpěváků, kytar a nebo jen sestava bicích nástrojů, baskytary s agresivním efektem a zpěvák. Texty v mnoha kapelách nejsou, protože jsou nahrazeny vokálními složkami v rytmu jednoduché rychlé melodické, fyzicky však náročné hudby.
Od stylu grindcore se liší tématy textů, které zahrnují nejčastěji brutalitu, násilí, forenzní patologii, či černý humor, texty u grindcore kapel se častěji věnují politice a různým světovým problémům. Goregrindové kapely se často neberou tak vážně a jde spíš o záležitost na pobavení (Gutalax, Spasm).

## Příklady kapel

### České
- Gutalax
- Spasm
- Teddy Bear Autopsy
- Ahumado Granujo
- Carnal Diafragma
- BowelFuck
- Incarnate
- Jig-Ai
- Pathologist

### Zahraniční
- Haemorrhage
- Exhumed
- Regurgitate
- VxPxOxAxAxWxAxMxC
- Dead Infection
- Last Days Of Humanity
- Squash Bowels